# 榛葉英二
榛葉 英二(しんば えいじ、1957年 - )は、日本の実業家。静岡放送第4代社長。

## 来歴
静岡市葵区出身。1974年、静岡県立静岡高等学校卒業。静岡大学人文学部卒業。1978年、静岡放送入社報道局長を経て、2013年6月、東京支社長取締役。2015年7月、編成業務局長兼技術局長取締役。2017年、技術局長常務。2020年、営業・事業本部長常務。2021年3月、静岡放送社長就任。2022年6月、静岡放送社長を退任。